# Pawel Iwanowitsch Mischtschenko

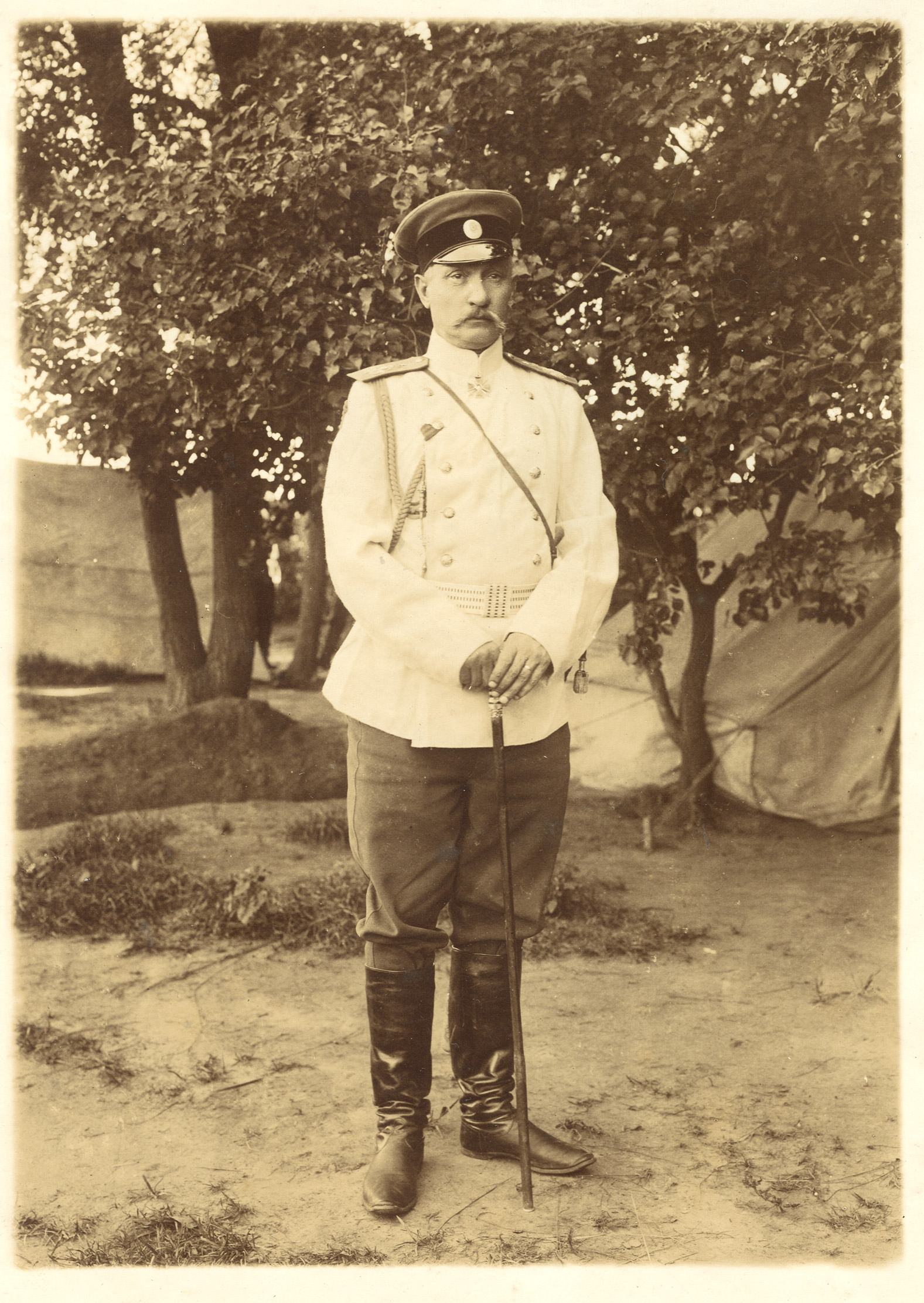
Pawel Iwanowitsch Mischtschenko

Pawel Iwanowitsch Mischtschenko (russisch Па́вел Ива́нович Ми́щенко; wissenschaftliche Transliteration Pavel Ivanovič Miščenko, * 10.jul. / 22. Januar 1853greg.; † 1918) war ein russischer General in der Kaiserlich Russischen Armee.

## Biographie

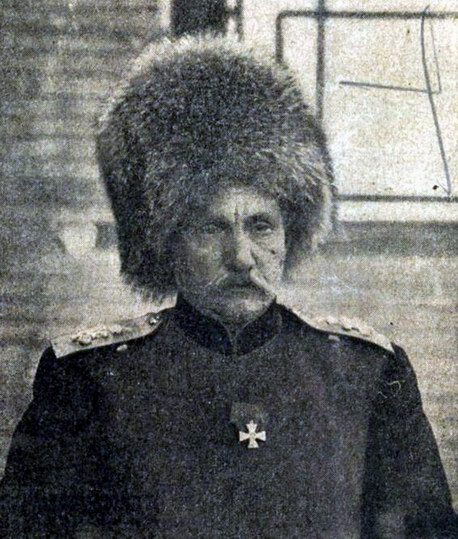
Pawel Mischtschenko in Kosakenuniform

Pawel Mischtschenko wurde 1853 in Temir-Khan-Shuran, Dagestan geboren. Er absolvierte das Moskauer Militärgymnasium und daraufhin die Pauls-Kriegsschule. Während der anschließenden Jahre diente er bei der Infanterie, bis er zum Oberst befördert wurde. Es folgten 2 Jahre als Assistent des Finanzministers. Ab 1903 übernahm er als Kommandant die Transbaikal-Kosakenbrigade, mit der er zu Beginn des Russisch-Japanischen Krieges Aufklärungsmissionen in Nordkorea ausführte. Er nahm darauf an den Schlachten von Shaho, Hsimucheng, Liaoyang und Sandepu teil. In zuletzt genannter Schlacht führte er den so genannten Mischtschenko-Überfall an, der jedoch ergebnislos verlief. Während dieser Aktion wurde er am Bein verwundet und nahm folglich nicht an der zur damaligen Zeit größten Landschlacht von Mukden teil.
Nach seiner Genesung übernahm er die neuaufgestellte Ural-Transbajkal-Kosakendivision.
Nach Ende des Russisch-Japanischen Krieges wurde er zum Generalgouverneur des Generalgouvernement Turkestan ernannt, das er von Mai 1908 bis März 1909 ausübte. 1910 wurde er zum General der Artillerie ernannt und war von 1911 bis 1912 der Ataman der Don Kosaken. Zu Beginn des Ersten Weltkriegs wurde er zum Kommandeur des II. Kaukasischen Armeekorps ernannt und befehligte ab 1915 das XXXI. Armeekorps an der Südwestfront.
Nach der Februarrevolution wurde er seines Postens enthoben. Er kehrte daraufhin in seine Heimatstadt Temir-Khan-Shura heim, wo er nach der Oktoberrevolution von den Bolschewiki ermordet wurde.

## Auszeichnungen
- Russischer Orden der Heiligen Anna 3. Grades mit Schwert und Bogen, 1873
- Orden des Heiligen Wladimir, 4. Grades mit Schwert und Bogen, 1877/78[1]
- Russischer Orden des Heiligen Georg, 4. Klasse, 1900[1]
- Orden des Heiligen Wladimir, 3. Grades, 1901
- Goldener Ehrensäbel des Heiligen Georg, 1904/05[1]
- Russischer Orden der Heiligen Anna 1. Grades mit Schwert und Bogen, 1914
- Russischer Alexander-Newski-Orden, mit Schwertern, 1914